# Pirolle de Taïwan
Urocissa caerulea
Espèce
Statut de conservation UICN

 LC  : Préoccupation mineure
La Pirolle de Taïwan (Urocissa caerulea) est une espèce de passereaux de la famille des Corvidae endémique aux montagnes de Taiwan, entre 300 et 1 200 m d'altitude. C’est l’oiseau national de Taiwan.

## Description
La Pirolle de Taiwan a la corpulence d'une pie bavarde mais avec une queue plus longue. Elle mesure environ 65 centimètres de longueur avec des ailes de 18 à 21 centimètres et une queue de 40 centimètres.
Mâles et femelles ont le même aspect. La tête, le cou et la poitrine sont noirs ; les yeux sont jaune irisés ; le bec et les pattes sont rouges, le reste du plumage est bleu foncé à violet. Ils ont également des marques blanches sur les ailes et la queue.

## Comportement
La Pirolle de Taiwan n'a pas peur des humains. On la trouve à proximité des habitations dans les montagnes ou sur des terres nouvellement cultivées. Ces oiseaux sont grégaires et se trouvent généralement par groupes de six ou plus, de voletant dans les bois. Lorsqu'ils volent en groupe, ils s'alignent les uns derrière les autres.
Comme d'autres membres de la famille des corbeaux, cette espèce a un appel rauque qui est décrit comme un bavardage aigu caquetant et bruyant : « Kyak-Kyak-Kyak-Kyak ». Son régime alimentaire comprend des serpents, des rongeurs, de petits insectes, des plantes, des fruits et des graines. Les figues sauvages et les papayes sont ses fruits favoris. Elle est bien connue pour être un omnivore charognard et pour stocker les restes sur le sol et les couvrir de feuilles pour les récupérer plus tard. Parfois, elle stocke ses aliments dans les branches.

## Reproduction
La Pirolle de Taiwan est monogame. La reproduction a lieu en mars et avril. Les femelles couvent les œufs alors que les mâles aident à la construction du nid et à l'alimentation. Le nid est habituellement construit dans les branches supérieures des arbres. Le nid, en forme de bol, est fait de brindilles et de mauvaises herbes. Habituellement, on trouve de trois à huit œufs par nid. Les œufs sont vert olive avec des taches brun foncé. L'éclosion a lieu 17 à 19 jours après le début de la couvaison et le taux de réussite est de 78,3 %. Cela donnera trois à sept poussins par nid. Elle a un fort comportement de défense du nid et attaquera les intrus sans merci jusqu'à ce qu'ils battent en retraite.